# 2021 w lekkoatletyce
2021 w lekkoatletyce – prezentacja sezonu 2021 w lekkoatletyce.

## Zawody międzynarodowe

### Światowe
| Zawody                                                                        | Miejsce    | Data                | Źródło |
| ----------------------------------------------------------------------------- | ---------- | ------------------- | ------ |
| Mistrzostwa świata w biegach przełajowych (przełożone na sezon 2023)          | Bathurst   | 20 marca            | [ 1 ]  |
| World Athletics Relays                                                        | Chorzów    | 1–2 maja            | [ 2 ]  |
| Igrzyska olimpijskie                                                          | Tokio      | 30 lipca–8 sierpnia | [ 3 ]  |
| Mistrzostwa świata (przełożone na sezon 2022)                                 | Eugene     | 6–15 sierpnia       | [ 4 ]  |
| Uniwersjada (przełożone na sezon 2022)                                        | Chengdu    | 16–27 sierpnia      | [ 5 ]  |
| Mistrzostwa świata juniorów                                                   | Nairobi    | 17–22 sierpnia      | [ 6 ]  |
| Mistrzostwa świata w biegach górskich i terenowych (przełożone na sezon 2022) | Chiang Mai | 11–14 listopada     | [ 7 ]  |

### Międzykontynentalne
| Zawody                                                    | Miejsce  | Data                 | Źródło |
| --------------------------------------------------------- | -------- | -------------------- | ------ |
| Igrzyska frankofońskie (przełożone na 2022)               | Kinszasa | 22 lipca–1 sierpnia  | [ 8 ]  |
| Mistrzostwa panamerykańskie juniorów (przełożone na 2022) | Santiago | 22 – 24 października | [ 9 ]  |

### Kontynentalne

#### Ameryka Północna, Południowa i Karaiby
| Zawody                                                        | Miejsce     | Data               | Źródło |
| ------------------------------------------------------------- | ----------- | ------------------ | ------ |
| CARIFTA Games (odwołane)                                      | Hamilton    | 10–13 kwietnia     | [ 10 ] |
| Mistrzostwa Ameryki Południowej w maratonie                   | Asunción    | 2 maja             | [ 11 ] |
| Puchar panamerykański w chodzie sportowym                     | Guayaquil   | 7 maja             | [ 12 ] |
| Mistrzostwa Ameryki Południowej                               | Guayaquil   | 29–31 maja         | [ 13 ] |
| Młodzieżowe mistrzostwa NACAC                                 | San José    | 9–11 lipca         | [ 14 ] |
| Mistrzostwa Ameryki Południowej juniorów                      | Lima        | 9–10 lipca         | [ 15 ] |
| Mistrzostwa Ameryki Południowej juniorów młodszych            | Encarnación | 25–26 września     | [ 16 ] |
| Młodzieżowe mistrzostwa Ameryki Południowej                   | Guayaquil   | 16–17 października | [ 17 ] |
| Mistrzostwa NACAC w biegach przełajowych (przełożone na 2022) | La Ceiba    | 4 grudnia          | [ 18 ] |

#### Australia i Oceania
| Zawody                                     | Miejsce   | Data     | Źródło |
| ------------------------------------------ | --------- | -------- | ------ |
| Mistrzostwa Australii i Oceanii w chodzie  | Melbourne | 27 marca | [ 19 ] |
| Mistrzostwa Australii i Oceanii (odwołane) | Port Vila |          | [ 20 ] |

#### Azja
| Zawody                                                         | Miejsce  | Data             | Źródło |
| -------------------------------------------------------------- | -------- | ---------------- | ------ |
| Mistrzostwa Azji w chodzie sportowym (odwołane)                | Nomi     | 21 marca         | [ 21 ] |
| Mistrzostwa Azji (odwołane)                                    | Hangzhou | 20–23 maja       | [ 22 ] |
| Mistrzostwa Azji w maratonie (odwołane)                        | Pattaya  | 18 lipca         | [ 23 ] |
| Mistrzostwa Azji juniorów młodszych (przełożone na sezon 2022) | Kuwejt   | 1–4 października | [ 24 ] |
| Igrzyska Azji Południowo-Wschodniej (przełożone na sezon 2022) | Hanoi    | 23–27 listopada  | [ 25 ] |
| Azjatyckie igrzyska młodzieży (przełożone na sezon 2022)       | Shantou  | 24–27 listopada  | [ 26 ] |

#### Europa
| Zawody                                                           | Miejsce                                                                             | Data                     | Źródło                      |
| ---------------------------------------------------------------- | ----------------------------------------------------------------------------------- | ------------------------ | --------------------------- |
| Halowe mistrzostwa krajów bałkańskich                            | Stambuł                                                                             | 20 lutego                | [ 27 ]                      |
| Halowe mistrzostwa Europy                                        | Toruń                                                                               | 4-7 marca                | [ 28 ]                      |
| Mistrzostwa krajów bałkańskich w chodzie sportowym               | Antalya                                                                             | 27 marca                 | [ 29 ]                      |
| Mistrzostwa krajów bałkańskich w maratonie                       | Kijów                                                                               | 25 kwietnia              | [ 30 ]                      |
| Puchar Europy w rzutach                                          | Split                                                                               | 8–9 maja                 | [ 31 ]                      |
| Drużynowe mistrzostwa Europy w chodzie sportowym                 | Podiebrady                                                                          | 16 maja                  | [ 32 ]                      |
| Drużynowe mistrzostwa Europy                                     | Chorzów (Superliga) Kluż-Napoka (I liga) Stara Zagora (II liga) Limassol (III liga) | 29–30 maja 19–20 czerwca | [ 33 ] [ 34 ] [ 35 ] [ 36 ] |
| Igrzyska małych państw Europy (odwołane)                         | Andora                                                                              | 31 maja–5 czerwca        | [ 37 ]                      |
| Mistrzostwa małych krajów Europy w lekkoatletyce                 | Serravalle                                                                          | 5 czerwca                | [ 38 ]                      |
| Puchar Europy w biegu na 10 000 metrów                           | Birmingham                                                                          | 5 czerwca                | [ 39 ]                      |
| Mistrzostwa krajów bałkańskich                                   | Smederevo                                                                           | 26–27 czerwca            | [ 40 ]                      |
| Mistrzostwa Europy w biegach górskich (odwołane)                 | Cinfães                                                                             | 3 lipca                  | [ 41 ]                      |
| Młodzieżowe mistrzostwa Europy                                   | Tallinn                                                                             | 8–11 lipca               | [ 42 ]                      |
| Mistrzostwa Europy juniorów w lekkoatletyce                      | Tallinn                                                                             | 15–18 lipca              | [ 43 ]                      |
| Olimpijski festiwal młodzieży Europy (przełożone na sezon 2022)  | Bańska Bystrzyca                                                                    | 25–31 lipca              | [ 44 ]                      |
| Mistrzostwa Europy juniorów młodszych w lekkoatletyce (odwołane) | Rieti                                                                               | 26–29 sierpnia           | [ 45 ]                      |
| Mistrzostwa Europy w biegach przełajowych                        | Dublin                                                                              | 12 grudnia               | [ 46 ]                      |

### Mistrzostwa krajowe
| Kraj   | Zawody                             | Miejsce | Data          | Źródło |
| ------ | ---------------------------------- | ------- | ------------- | ------ |
| Polska | Halowe mistrzostwa Polski seniorów | Toruń   | 20–21 lutego  | [ 47 ] |
| Polska | Mistrzostwa Polski seniorów        | Poznań  | 24–26 czerwca | [ 48 ] |

## Rekordy

### Rekordy świata
Źródło: worldathletics.org.

#### Hala

##### Kobiety
| Konkurencja    | Zawodniczka  | Reprezentacja | Rezultat | Miejsce | Data             |
| -------------- | ------------ | ------------- | -------- | ------- | ---------------- |
| bieg na 1500 m | Gudaf Tsegay | Etiopia       | 3:53,09  | Liévin  | 9 lutego(dts) br |

##### Mężczyźni
| Konkurencja               | Zawodnik       | Reprezentacja     | Rezultat | Miejsce      | Data                |
| ------------------------- | -------------- | ----------------- | -------- | ------------ | ------------------- |
| bieg na 60 m przez płotki | Grant Holloway | Stany Zjednoczone | 7,29     | Madryt       | 24 lutego(dts) br   |
| trójskok                  | Fabrice Zango  | Burkina Faso      | 18,07    | Aubière      | 16 stycznia(dts) br |
| pchnięcie kulą            | Ryan Crouser   | Stany Zjednoczone | 22,82    | Fayetteville | 24 stycznia(dts) br |

#### Stadion

##### Kobiety
| Konkurencja                | Zawodniczka        | Reprezentacja     | Rezultat | Miejsce        | Data                |
| -------------------------- | ------------------ | ----------------- | -------- | -------------- | ------------------- |
| bieg na 2000 m             | Francine Niyonsaba | Burundi           | 5:21,56  | Zagrzeb        | 14 września(dts) br |
| bieg na 5 km               | Senbere Teferi     | Etiopia           | 14:29    | Herzogenaurach | 12 września(dts) br |
| bieg na 10 000 m           | Sifan Hassan       | Holandia          | 29:06,82 | Hengelo        | 6 czerwca(dts) br   |
| bieg na 10 000 m           | Letesenbet Gidey   | Etiopia           | 29:01,03 | Hengelo        | 8 czerwca(dts) br   |
| bieg na 10 km              | Agnes Tirop Chebet | Kenia             | 30:01    | Herzogenaurach | 12 września(dts) br |
| bieg na 50 km              | Irvette van Zyl    | Południowa Afryka | 3:04:24  | Port Elizabeth | 23 maja(dts) br     |
| bieg na 400 m przez płotki | Sydney McLaughlin  | Stany Zjednoczone | 51,90    | Eugene         | 27 czerwca(dts) br  |
| bieg na 400 m przez płotki | Sydney McLaughlin  | Stany Zjednoczone | 51,46    | Tokio          | 4 sierpnia(dts) br  |
| trójskok                   | Yulimar Rojas      | Wenezuela         | 15,67    | Tokio          | 1 sierpnia(dts) br  |
| chód na 20 km              | Yang Jiayu         | Chiny             | 1:23:49  | Huangshan      | 20 marca(dts) br    |

##### Mężczyźni
| Konkurencja                | Zawodnik             | Reprezentacja     | Rezultat | Miejsce        | Data                 |
| -------------------------- | -------------------- | ----------------- | -------- | -------------- | -------------------- |
| bieg na 5 km               | Berihu Aregawi       | Etiopia           | 12:49    | Barcelona      | 31 grudnia(dts) br   |
| półmaraton                 | Jacob Kiplimo        | Uganda            | 57:31    | Lizbona        | 21 listopada(dts) br |
| bieg na 50 km              | Ketema Bekele Negasa | Etiopia           | 2:42:07  | Port Elizabeth | 23 maja(dts) br      |
| bieg na 400 m przez płotki | Karsten Warholm      | Norwegia          | 46,70    | Oslo           | 1 lipca(dts) br      |
| bieg na 400 m przez płotki | Karsten Warholm      | Norwegia          | 45,94    | Tokio          | 3 sierpnia(dts) br   |
| pchnięcie kulą             | Ryan Crouser         | Stany Zjednoczone | 23,37    | Eugene         | 18 czerwca(dts) br   |

### Rekordy kontynentów

#### Afryka
Źródło: worldathletics.org.

##### Hala

###### Kobiety
| Konkurencja    | Zawodniczka     | Reprezentacja | Rezultat | Miejsce      | Data              |
| -------------- | --------------- | ------------- | -------- | ------------ | ----------------- |
| bieg na 200 m  | Favour Ofili    | Nigeria       | 22,75    | Fayetteville | 27 lutego(dts) br |
| bieg na 1500 m | Gudaf Tsegay    | Etiopia       | 3:53,09  | Liévin       | 9 lutego(dts) br  |
| pchnięcie kulą | Jessica Inchude | Gwinea Bissau | 18,13    | Braga        | 13 lutego(dts) br |

###### Mężczyźni
| Konkurencja | Zawodnik      | Reprezentacja | Rezultat | Miejsce | Data                |
| ----------- | ------------- | ------------- | -------- | ------- | ------------------- |
| trójskok    | Fabrice Zango | Burkina Faso  | 18,07    | Aubière | 16 stycznia(dts) br |

##### Stadion

###### Kobiety
| Konkurencja                | Zawodniczka         | Reprezentacja     | Rezultat | Miejsce        | Data                |
| -------------------------- | ------------------- | ----------------- | -------- | -------------- | ------------------- |
| bieg na 200 m              | Christine Mboma     | Namibia           | 21,78    | Zurych         | 9 września(dts) br  |
| bieg na 2000 m             | Francine Niyonsaba  | Burundi           | 5:21,56  | Zagrzeb        | 14 września(dts) br |
| bieg na 5 km               | Senbere Teferi      | Etiopia           | 14:29    | Herzogenaurach | 12 września(dts) br |
| bieg na 10 000 m           | Letesenbet Gidey    | Etiopia           | 29:01,03 | Hengelo        | 8 czerwca(dts) br   |
| bieg na 10 km              | Agnes Tirop Chebet  | Kenia             | 30:01    | Herzogenaurach | 12 września(dts) br |
| bieg na 50 km              | Irvette van Zyl     | Południowa Afryka | 3:04:24  | Port Elizabeth | 23 maja(dts) br     |
| bieg na 100 m przez płotki | Tobi Amusan         | Nigeria           | 12,42    | Zurych         | 9 września(dts) br  |
| skok w dal                 | Ese Brume           | Nigeria           | 7,17     | Chula Vista    | 29 maja(dts) br     |
| rzut młotem                | Annette Echikunwoke | Nigeria           | 75,49    | Tucson         | 22 maja(dts) br     |
| chód na 5000 m             | Chahinez Nasri      | Tunezja           | 20:50,03 | Radis          | 23 czerwca(dts) br  |

###### Mężczyźni
| Konkurencja        | Zawodnik                                               | Reprezentacja     | Rezultat | Miejsce        | Data                 |
| ------------------ | ------------------------------------------------------ | ----------------- | -------- | -------------- | -------------------- |
| bieg na 100 m      | Ferdinand Omurwa                                       | Kenia             | 9:77     | Nairobi        | 18 września(dts) br  |
| bieg na 5 km       | Berihu Aregawi                                         | Etiopia           | 12:49    | Barcelona      | 31 grudnia(dts) br   |
| półmaraton         | Jacob Kiplimo                                          | Uganda            | 57:31    | Lizbona        | 21 listopada(dts) br |
| bieg na 50 km      | Ketema Bekele Negasa                                   | Etiopia           | 2:42:07  | Port Elizabeth | 23 maja(dts) br      |
| chód na 20 km      | Samuel Gathimba                                        | Kenia             | 1:18:23  | Nairobi        | 18 czerwca(dts) br   |
| chód na 50 km      | Marc Mundell                                           | Południowa Afryka | 3:53:09  | Dudince        | 20 marca(dts) br     |
| sztafeta 4 × 400 m | Isaac Makwala Baboloki Thebe Zibane Ngozi Bayapo Ndori | Botswana          | 2:57,27  | Tokio          | 7 sierpnia(dts) br   |

###### Mieszane
| Konkurencja        | Zawodnik                                                                             | Reprezentacja | Rezultat | Miejsce | Data             |
| ------------------ | ------------------------------------------------------------------------------------ | ------------- | -------- | ------- | ---------------- |
| sztafeta 4 × 400 m | Ifeanyi Emmanuel Ojeli Imaobong Nse Uko Samson Oghenewegba Nathaniel Patience George | Nigeria       | 3:13,60  | Tokio   | 30 lipca(dts) br |

#### Ameryka Południowa
Źródło: worldathletics.org.

##### Kobiety
| Konkurencja                | Zawodniczka     | Reprezentacja | Rezultat  | Miejsce | Data                |
| -------------------------- | --------------- | ------------- | --------- | ------- | ------------------- |
| bieg na 400 m przez płotki | Gianna Woodruff | Panama        | 54,20     | Eugene  | 21 sierpnia(dts) br |
| trójskok                   | Yulimar Rojas   | Wenezuela     | 15,67     | Tokio   | 1 sierpnia(dts) br  |
| siedmiobój                 | Evelis Aguilar  | Kolumbia      | 6346 pkt. | Ibagué  | 14 marca(dts) br    |
| chód na 35 km              | Érica de Sena   | Brazylia      | 2:51:11   | Macas   | 13 marca(dts) br    |

###### Mężczyźni
| Konkurencja                | Zawodnik              | Reprezentacja | Rezultat  | Miejsce           | Data               |
| -------------------------- | --------------------- | ------------- | --------- | ----------------- | ------------------ |
| bieg na 400 m              | Anthony Jose Zambrano | Kolumbia      | 43,93     | Tokio             | 2 sierpnia(dts) br |
| bieg na 400 m przez płotki | Alison dos Santos     | Brazylia      | 46,72     | Tokio             | 3 sierpnia(dts) br |
| chód na 20 000 m           | Caio Bonfim           | Brazylia      | 1:20:13,7 | Bragança Paulista | 3 sierpnia(dts) br |

###### Mieszane
| Konkurencja        | Zawodnik                                                         | Reprezentacja | Rezultat | Miejsce | Data             |
| ------------------ | ---------------------------------------------------------------- | ------------- | -------- | ------- | ---------------- |
| sztafeta 4 × 400 m | Pedro Burmann Tiffani Marinho Tábata Vitorino Anderson Henriques | Brazylia      | 3:15,89  | Tokio   | 30 lipca(dts) br |

#### Ameryka Północna
Źródło: worldathletics.org.

##### Hala

###### Kobiety
| Konkurencja   | Zawodniczka         | Reprezentacja | Rezultat | Miejsce   | Data              |
| ------------- | ------------------- | ------------- | -------- | --------- | ----------------- |
| bieg na 400 m | Shaunae Miller-Uibo | Bahamy        | 50,21    | Nowy Jork | 13 lutego(dts) br |

###### Mężczyźni
| Konkurencja               | Zawodnik        | Reprezentacja     | Rezultat | Miejsce      | Data                |
| ------------------------- | --------------- | ----------------- | -------- | ------------ | ------------------- |
| bieg na 800 m             | Donavan Brazier | Stany Zjednoczone | 1:44,21  | Nowy Jork    | 13 lutego(dts) br   |
| bieg na 1000 m            | Bryce Hoppel    | Stany Zjednoczone | 2:16,27  | Nowy Jork    | 13 lutego(dts) br   |
| bieg na 60 m przez płotki | Grant Holloway  | Stany Zjednoczone | 7,29     | Madryt       | 24 lutego(dts) br   |
| pchnięcie kulą            | Ryan Crouser    | Stany Zjednoczone | 22,82    | Fayetteville | 24 stycznia(dts) br |

##### Stadion

###### Kobiety
| Konkurencja                   | Zawodniczka         | Reprezentacja     | Rezultat | Miejsce | Data                |
| ----------------------------- | ------------------- | ----------------- | -------- | ------- | ------------------- |
| bieg na 400 m                 | Shaunae Miller-Uibo | Bahamy            | 48,36    | Tokio   | 6 sierpnia(dts) br  |
| bieg na 3000 m z przeszkodami | Courtney Frerichs   | Stany Zjednoczone | 8:57,77  | Eugene  | 21 sierpnia(dts) br |
| bieg na 400 m przez płotki    | Sydney McLaughlin   | Stany Zjednoczone | 51,90    | Eugene  | 27 czerwca(dts) br  |
| bieg na 400 m przez płotki    | Sydney McLaughlin   | Stany Zjednoczone | 51,46    | Tokio   | 4 sierpnia(dts) br  |
| rzut dyskiem                  | Valarie Allman      | Stany Zjednoczone | 71,16    | Berlin  | 12 września(dts) br |
| rzut młotem                   | DeAnna Price        | Stany Zjednoczone | 80,31    | Eugene  | 26 czerwca(dts) br  |

###### Mężczyźni
| Konkurencja                | Zawodnik     | Reprezentacja     | Rezultat | Miejsce | Data               |
| -------------------------- | ------------ | ----------------- | -------- | ------- | ------------------ |
| bieg na 400 m przez płotki | Rai Benjamin | Stany Zjednoczone | 46,17    | Tokio   | 3 sierpnia(dts) br |
| pchnięcie kulą             | Ryan Crouser | Stany Zjednoczone | 23,37    | Eugene  | 18 czerwca(dts) br |
| rzut młotem                | Rudy Winkler | Stany Zjednoczone | 82,71    | Eugene  | 20 czerwca(dts) br |

#### Australia i Oceania
Źródło: worldathletics.org.

##### Hala

###### Mężczyźni
| Konkurencja    | Zawodnik       | Reprezentacja | Rezultat | Miejsce      | Data              |
| -------------- | -------------- | ------------- | -------- | ------------ | ----------------- |
| bieg na 800 m  | Charlie Hunter | Australia     | 1:45,59  | Fayetteville | 13 lutego(dts) br |
| bieg na 1500 m | Oliver Hoare   | Australia     | 3:32,35  | Nowy Jork    | 13 lutego(dts) br |
| bieg na 5000 m | Oliver Hoare   | Australia     | 13:09,96 | Boston       | 4 grudnia(dts) br |

##### Stadion

###### Kobiety
| Konkurencja    | Zawodniczka      | Reprezentacja | Rezultat | Miejsce   | Data               |
| -------------- | ---------------- | ------------- | -------- | --------- | ------------------ |
| bieg na 800 m  | Catriona Bisset  | Australia     | 1:58,09  | Chorzów   | 20 czerwca(dts) br |
| bieg na 1000 m | Linden Hall      | Australia     | 2:35,90  | Melbourne | 2 marca(dts) br    |
| bieg na 1500 m | Jessica Hull     | Australia     | 3:58,81  | Tokio     | 4 sierpnia(dts) br |
| bieg na milę   | Linden Hall      | Australia     | 4:21,38  | Bruksela  | 3 września(dts) br |
| skok wzwyż     | Nicola McDermott | Australia     | 2,02     | Tokio     | 7 sierpnia(dts) br |
| rzut młotem    | Lauren Bruce     | Nowa Zelandia | 74,61    | Tucson    | 20 maja(dts) br    |

###### Mężczyźni
| Konkurencja    | Zawodnik        | Reprezentacja | Rezultat  | Miejsce | Data               |
| -------------- | --------------- | ------------- | --------- | ------- | ------------------ |
| bieg na 800 m  | Peter Bol       | Australia     | 1:44,11   | Tokio   | 1 sierpnia(dts) br |
| bieg na 1500 m | Stewart McSweyn | Australia     | 3:29,51   | Monako  | 9 lipca(dts) br    |
| bieg na milę   | Stewart McSweyn | Australia     | 3:48,37   | Oslo    | 1 lipca(dts) br    |
| dziesięciobój  | Ashley Moloney  | Australia     | 8649 pkt. | Tokio   | 5 sierpnia(dts) br |

###### Mieszane
| Konkurencja        | Zawodnik                                                        | Reprezentacja | Rezultat | Miejsce    | Data               |
| ------------------ | --------------------------------------------------------------- | ------------- | -------- | ---------- | ------------------ |
| sztafeta 4 × 400 m | Bendere Oboya Anneliese Rubie-Renshaw Tyler Gunn Alexander Beck | Australia     | 3:17,00  | Gold Coast | 12 czerwca(dts) br |

#### Azja
Źródło: worldathletics.org.

##### Hala

###### Mężczyźni
| Konkurencja    | Zawodnik            | Reprezentacja | Rezultat | Miejsce | Data                |
| -------------- | ------------------- | ------------- | -------- | ------- | ------------------- |
| pchnięcie kulą | Abdelrahman Mahmoud | Bahrajn       | 21,10    | Homel   | 29 stycznia(dts) br |

##### Stadion

###### Kobiety
| Konkurencja   | Zawodniczka        | Reprezentacja | Rezultat | Miejsce   | Data              |
| ------------- | ------------------ | ------------- | -------- | --------- | ----------------- |
| skok wzwyż    | Nadieżda Dubowicka | Kazachstan    | 2,00     | Ałmaty    | 8 czerwca(dts) br |
| chód na 20 km | Yang Jiayu         | Chiny         | 1:23,49  | Huangshan | 20 marca(dts) br  |

###### Mężczyźni
| Konkurencja        | Zawodnik                                              | Reprezentacja | Rezultat | Miejsce   | Data                |
| ------------------ | ----------------------------------------------------- | ------------- | -------- | --------- | ------------------- |
| bieg na 100 m      | Su Bingtian                                           | Chiny         | 9,83     | Tokio     | 1 sierpnia(dts) br  |
| skok o tyczce      | Ernest John Obiena                                    | Filipiny      | 5,93     | Innsbruck | 11 września(dts) br |
| pchnięcie kulą     | Abdelrahman Mahmoud                                   | Bahrajn       | 21,15    | Radis     | 16 czerwca(dts) br  |
| sztafeta 4 × 400 m | Muhammed Anas Noah Nirmal Tom Amoj Jacob Arokia Rajiv | Indie         | 3:00,25  | Tokio     | 6 sierpnia(dts) br  |

#### Europa
Źródło: worldathletics.org.

##### Hala

###### Mężczyźni
| Konkurencja    | Zawodnik           | Reprezentacja | Rezultat | Miejsce | Data             |
| -------------- | ------------------ | ------------- | -------- | ------- | ---------------- |
| bieg na 1500 m | Jakob Ingebrigtsen | Norwegia      | 3:31,80  | Liévin  | 9 lutego(dts) br |

##### Stadion

###### Kobiety
| Konkurencja                | Zawodniczka     | Reprezentacja   | Rezultat | Miejsce    | Data                |
| -------------------------- | --------------- | --------------- | -------- | ---------- | ------------------- |
| bieg na 10 000 m           | Sifan Hassan    | Holandia        | 29:06,82 | Hengelo    | 6 czerwca(dts) br   |
| bieg na 10 km              | Eilish McColgan | Wielka Brytania | 30:52    | Manchester | 26 września(dts) br |
| bieg na 400 m przez płotki | Femke Bol       | Holandia        | 52:03    | Tokio      | 4 sierpnia(dts) br  |

###### Mężczyźni
| Konkurencja                | Zawodnik           | Reprezentacja | Rezultat | Miejsce   | Data                    |
| -------------------------- | ------------------ | ------------- | -------- | --------- | ----------------------- |
| bieg na 100 m              | Marcell Jacobs     | Włochy        | 9,80     | Tokio     | 1 sierpnia(dts) br      |
| bieg na 1500 m             | Jakob Ingebrigtsen | Norwegia      | 3:28,32  | Tokio     | 7 sierpnia(dts) br      |
| bieg na 5000 m             | Jakob Ingebrigtsen | Norwegia      | 12:48,45 | Florencja | 10 czerwca(dts) br      |
| maraton                    | Bashir Abdi        | Belgia        | 2:03,36  | Rotterdam | 24 października(dts) br |
| bieg na 400 m przez płotki | Karsten Warholm    | Norwegia      | 45,94    | Tokio     | 3 sierpnia(dts) br      |

###### Mieszane
| Konkurencja        | Zawodnik                                                                  | Reprezentacja | Rezultat | Miejsce | Data             |
| ------------------ | ------------------------------------------------------------------------- | ------------- | -------- | ------- | ---------------- |
| sztafeta 4 × 400 m | Karol Zalewski Natalia Kaczmarek Justyna Święty-Ersetic Kajetan Duszyński | Polska        | 3:09,87  | Tokio   | 31 lipca(dts) br |

## Tabele światowe

### Hala

#### Kobiety
| Konkurencja               | Rezultat  | Zawodniczka                                                                  | Źródło |
| ------------------------- | --------- | ---------------------------------------------------------------------------- | ------ |
| Bieg na 60 m              | 7,03      | Ajla Del Ponte                                                               | [ 56 ] |
| Bieg na 200 m             | 22,38     | Abby Steiner                                                                 | [ 57 ] |
| Bieg na 400 m             | 50,21     | Shaunae Miller-Uibo                                                          | [ 58 ] |
| Bieg na 800 m             | 1:57,52   | Gudaf Tsegay                                                                 | [ 59 ] |
| Bieg na 1000 m            | 2:37,55   | Aleksandra Gulajewa                                                          | [ 60 ] |
| Bieg na 1500 m            | 3:53,09   | Gudaf Tsegay                                                                 | [ 61 ] |
| Bieg na milę              | 4:27,54   | Heather MacLean                                                              | [ 62 ] |
| Bieg na 3000 m            | 8:22,65   | Gudaf Tsegay                                                                 | [ 63 ] |
| Bieg na 5000 m            | 15:26,54  | Ednah Kurgat                                                                 | [ 64 ] |
| Bieg na 60 m przez płotki | 7,77      | Nadine Visser                                                                | [ 65 ] |
| Sztafeta 4 × 400 m        | 3:26,27   | Texas A&M University Jania Martin Charokee Young Syaira Richardson Athing Mu | [ 66 ] |
| Chód na 3000 m            | 12:14,95  | Brigita Virbalytė                                                            | [ 67 ] |
| Skok wzwyż                | 2,06      | Jarosława Mahuczich                                                          | [ 68 ] |
| Skok o tyczce             | 4,94      | Katie Nageotte                                                               | [ 69 ] |
| Skok w dal                | 6,93      | Tara Davis                                                                   | [ 70 ] |
| Trójskok                  | 14,60     | Paraskiewi Papachristu                                                       | [ 71 ] |
| Pchnięcie kulą            | 19,65     | Auriol Dongmo                                                                | [ 72 ] |
| Pięciobój                 | 4904 pkt. | Nafissatou Thiam                                                             | [ 73 ] |

#### Mężczyźni
| Konkurencja               | Rezultat  | Zawodnik                                                                                    | Źródło |
| ------------------------- | --------- | ------------------------------------------------------------------------------------------- | ------ |
| Bieg na 60 m              | 6,47      | Marcell Jacobs                                                                              | [ 74 ] |
| Bieg na 200 m             | 20,19     | Matthew Boling                                                                              | [ 75 ] |
| Bieg na 400 m             | 44,71     | Noah Williams                                                                               | [ 76 ] |
| Bieg na 800 m             | 1:43,63   | Elliot Giles                                                                                | [ 77 ] |
| Bieg na 1000 m            | 2:16,27   | Bryce Hoppel                                                                                | [ 78 ] |
| Bieg na 1500 m            | 3:31,80   | Jakob Ingebrigtsen                                                                          | [ 79 ] |
| Bieg na milę              | 3:50,39   | Cooper Teare                                                                                | [ 80 ] |
| Bieg na 3000 m            | 7:24,98   | Getnet Wale                                                                                 | [ 81 ] |
| Bieg na 5000 m            | 13:05,60  | Emmanuel Bor                                                                                | [ 82 ] |
| Bieg na 60 m przez płotki | 7,29      | Grant Holloway                                                                              | [ 83 ] |
| Sztafeta 4 × 400 m        | 3:03,16   | North Carolina A&T State University Randolph Ross Daniel Stokes Elijah Young Trevor Stewart | [ 84 ] |
| Chód na 5000 m            | 19:07,00  | Marius Žiūkas                                                                               | [ 85 ] |
| Skok wzwyż                | 2,37      | Maksim Niedasiekau                                                                          | [ 86 ] |
| Skok o tyczce             | 6,10      | Armand Duplantis                                                                            | [ 87 ] |
| Skok w dal                | 8,45      | JuVaughn Harrison                                                                           | [ 88 ] |
| Trójskok                  | 18,07     | Fabrice Zango                                                                               | [ 89 ] |
| Pchnięcie kulą            | 22,82     | Ryan Crouser                                                                                | [ 90 ] |
| Siedmiobój                | 6392 pkt. | Kévin Mayer                                                                                 | [ 91 ] |

### Stadion

#### Kobiety
| Konkurencja                   | Rezultat  | Zawodniczka                                                                                    | Źródło  |
| ----------------------------- | --------- | ---------------------------------------------------------------------------------------------- | ------- |
| Bieg na 100 m                 | 10,54     | Elaine Thompson-Herah                                                                          | [ 92 ]  |
| Bieg na 200 m                 | 21,53     | Elaine Thompson-Herah                                                                          | [ 93 ]  |
| Bieg na 400 m                 | 48,36     | Shaunae Miller-Uibo                                                                            | [ 94 ]  |
| Bieg na 800 m                 | 1:55,04   | Athing Mu                                                                                      | [ 95 ]  |
| Bieg na 1000 m                | 2:34,71   | Mary Moraa                                                                                     | [ 96 ]  |
| Bieg na 1500 m                | 3:51,07   | Faith Kipyegon                                                                                 | [ 97 ]  |
| Bieg na milę                  | 4:14,74   | Sifan Hassan                                                                                   | [ 98 ]  |
| Bieg na 3000 m                | 8:19,08   | Francine Niyonsaba                                                                             | [ 99 ]  |
| Bieg na 5000 m                | 14:13,32  | Gudaf Tsegay                                                                                   | [ 100 ] |
| Bieg na 10 000 m              | 29:01,03  | Letesenbet Gidey                                                                               | [ 101 ] |
| Bieg na 10 km                 | 29:38     | Kalkidan Gezahegne                                                                             | [ 102 ] |
| Półmaraton                    | 1:02:52   | Letesenbet Gidey                                                                               | [ 103 ] |
| Maraton                       | 2:17:43   | Joyciline Jepkosgei                                                                            | [ 104 ] |
| Bieg na 3000 m z przeszkodami | 8:53,65   | Norah Jeruto                                                                                   | [ 105 ] |
| Bieg na 100 m przez płotki    | 12,26     | Jasmine Camacho-Quinn                                                                          | [ 106 ] |
| Bieg na 400 m przez płotki    | 51,46     | Sydney McLaughlin                                                                              | [ 107 ] |
| Sztafeta 4 × 100 m            | 41,02     | Jamajka · Briana Williams · Elaine Thompson-Herah · Shelly-Ann Fraser-Pryce · Shericka Jackson | [ 108 ] |
| Sztafeta 4 × 400 m            | 3:16,85   | Stany Zjednoczone · Sydney McLaughlin · Allyson Felix · Dalilah Muhammad · Athing Mu           | [ 109 ] |
| Chód na 20 km                 | 1:23:49   | Yang Jiayu                                                                                     | [ 110 ] |
| Skok wzwyż                    | 2,05      | Marija Łasickiene                                                                              | [ 111 ] |
| Skok o tyczce                 | 5,01      | Anżelika Sidorowa                                                                              | [ 112 ] |
| Skok w dal                    | 7,17      | Ese Brume                                                                                      | [ 113 ] |
| Trójskok                      | 15,67     | Yulimar Rojas                                                                                  | [ 114 ] |
| Pchnięcie kulą                | 20,58     | Gong Lijiao                                                                                    | [ 115 ] |
| Rzut dyskiem                  | 71,16     | Valarie Allman                                                                                 | [ 116 ] |
| Rzut młotem                   | 80,31     | DeAnna Price                                                                                   | [ 117 ] |
| Rzut oszczepem                | 71,40     | Maria Andrejczyk                                                                               | [ 118 ] |
| Siedmiobój                    | 6791 pkt. | Nafissatou Thiam                                                                               | [ 119 ] |

#### Mężczyźni
| Konkurencja                   | Rezultat  | Zawodnik                                                                           | Źródło  |
| ----------------------------- | --------- | ---------------------------------------------------------------------------------- | ------- |
| Bieg na 100 m                 | 9,76      | Trayvon Bromell                                                                    | [ 120 ] |
| Bieg na 200 m                 | 19,52     | Noah Lyles                                                                         | [ 121 ] |
| Bieg na 400 m                 | 43,85     | Randolph Ross                                                                      | [ 122 ] |
| Bieg na 800 m                 | 1:42,91   | Nijel Amos                                                                         | [ 123 ] |
| Bieg na 1000 m                | 2:15,81   | Robert Farken                                                                      | [ 124 ] |
| Bieg na 1500 m                | 3:28,28   | Timothy Cheruiyot                                                                  | [ 125 ] |
| Bieg na milę                  | 3:47,24   | Jakob Ingebrigtsen                                                                 | [ 126 ] |
| Bieg na 3000 m                | 7:26,25   | Yomif Kejelcha                                                                     | [ 127 ] |
| Bieg na 5000 m                | 12:48,45  | Jakob Ingebrigtsen                                                                 | [ 128 ] |
| Bieg na 10 000 m              | 26:33,93  | Jacob Kiplimo                                                                      | [ 129 ] |
| Bieg na 10 km                 | 26:43     | Rhonex Kipruto                                                                     | [ 130 ] |
| Półmaraton                    | 57:31     | Jacob Kiplimo                                                                      | [ 131 ] |
| Maraton                       | 2:02:57   | Titus Ekiru                                                                        | [ 132 ] |
| Bieg na 3000 m z przeszkodami | 8:07,12   | Benjamin Kigen                                                                     | [ 133 ] |
| Bieg na 110 m przez płotki    | 12,81     | Grant Holloway                                                                     | [ 134 ] |
| Bieg na 400 m przez płotki    | 45,94     | Karsten Warholm                                                                    | [ 135 ] |
| Sztafeta 4 × 100 m            | 37,50     | Włochy · Lorenzo Patta · Marcell Jacobs · Fausto Desalu · Filippo Tortu            | [ 136 ] |
| Sztafeta 4 × 400 m            | 2:55,70   | Stany Zjednoczone · Michael Cherry · Michael Norman · Bryce Deadmon · Rai Benjamin | [ 137 ] |
| Chód na 20 km                 | 1:16:54   | Wang Kaihua                                                                        | [ 138 ] |
| Chód na 50 km                 | 3:38:42   | Satoshi Maruo                                                                      | [ 139 ] |
| Skok wzwyż                    | 2,37      | Ilja Iwaniuk                                                                       | [ 140 ] |
| Skok o tyczce                 | 6,10      | Armand Duplantis                                                                   | [ 141 ] |
| Skok w dal                    | 8,60      | Miltiadis Tendoglu                                                                 | [ 142 ] |
| Trójskok                      | 17,98     | Pedro Pichardo                                                                     | [ 143 ] |
| Pchnięcie kulą                | 23,37     | Ryan Crouser                                                                       | [ 144 ] |
| Rzut dyskiem                  | 71,40     | Daniel Ståhl                                                                       | [ 145 ] |
| Rzut młotem                   | 82,98     | Paweł Fajdek                                                                       | [ 146 ] |
| Rzut oszczepem                | 96,29     | Johannes Vetter                                                                    | [ 147 ] |
| Dziesięciobój                 | 9018 pkt. | Damian Warner                                                                      | [ 148 ] |

## Nagrody

### Kobiety
| Plebiscyt                           | Zwycięzca             | Źródło  |
| ----------------------------------- | --------------------- | ------- |
| World Athlete of the Year           | Elaine Thompson-Herah | [ 149 ] |
| Track & Field Athlete of the Year   | Elaine Thompson-Herah | [ 150 ] |
| European Athlete of the Year Trophy | Sifan Hassan          | [ 151 ] |
| European Athletics Rising Star      | Femke Bol             | [ 149 ] |

### Mężczyźni
| Plebiscyt                           | Zwycięzca       | Źródło  |
| ----------------------------------- | --------------- | ------- |
| World Athlete of the Year           | Karsten Warholm | [ 149 ] |
| Track & Field Athlete of the Year   | Ryan Crouser    | [ 152 ] |
| European Athlete of the Year Trophy | Karsten Warholm | [ 149 ] |
| European Athletics Rising Star      | Sasha Zhoya     | [ 149 ] |